# أديلين ميلر
أديلين ميلر (بالإنجليزية: Adeline Miller)‏ هي بائعة هوى ‏ أمريكية، ولدت في 1777 في نيويورك في الولايات المتحدة، وتوفيت في 24 أغسطس 1859.